# Villa zur Lippe

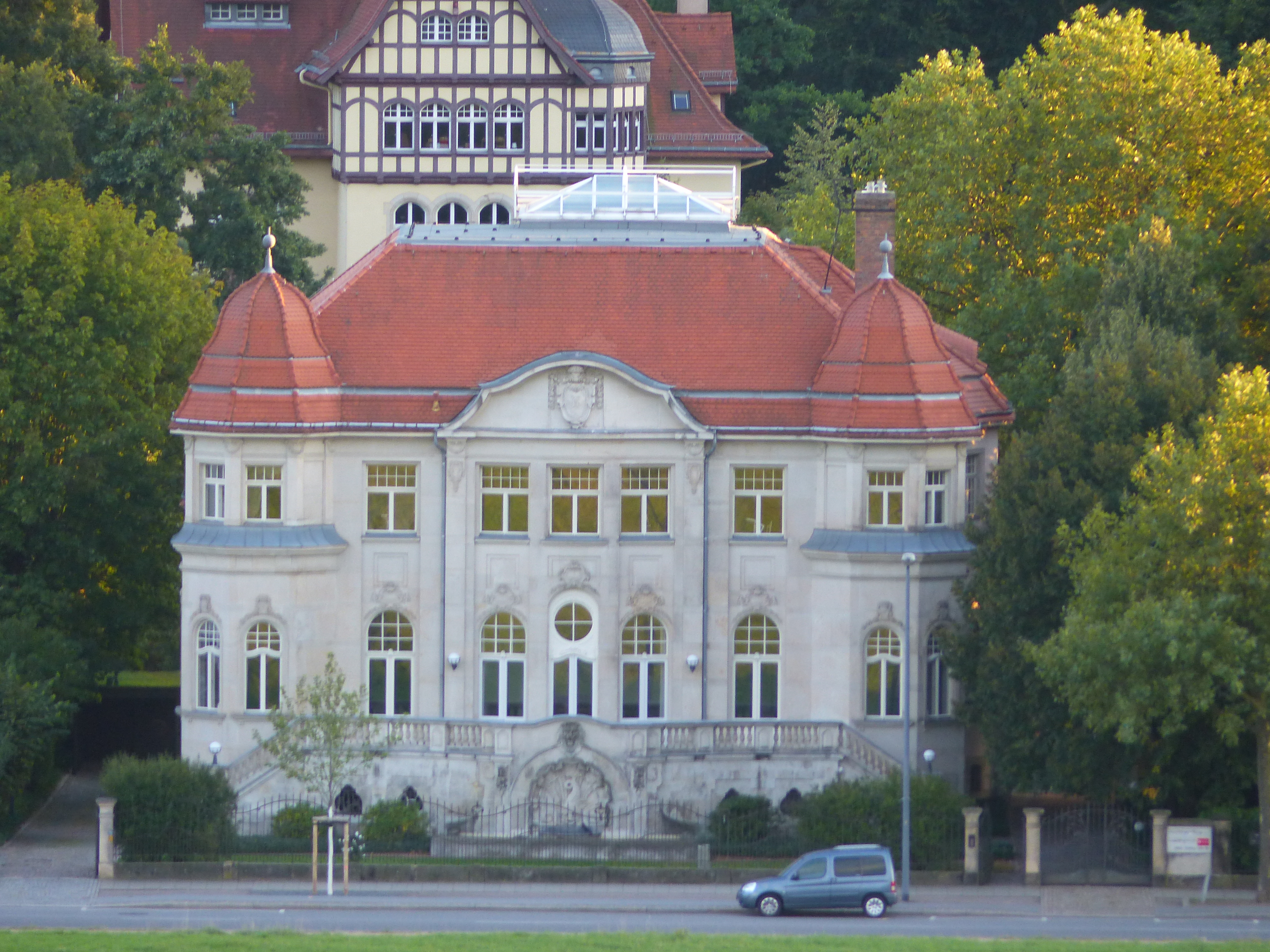
Villa zur Lippe (2015)

Die Villa zur Lippe ist ein neobarocker Villenbau aus dem Jahr 1904 in dem Dresdner Stadtteil Blasewitz. Das sanierte Gebäude mit der Adresse Käthe-Kollwitz-Ufer 88 wird heute vom Sächsischen Landkreistag genutzt.

## Geschichte

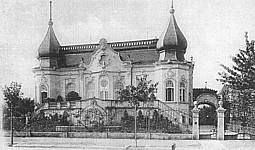
Villa zur Lippe vor der Aufstockung (um 1907)

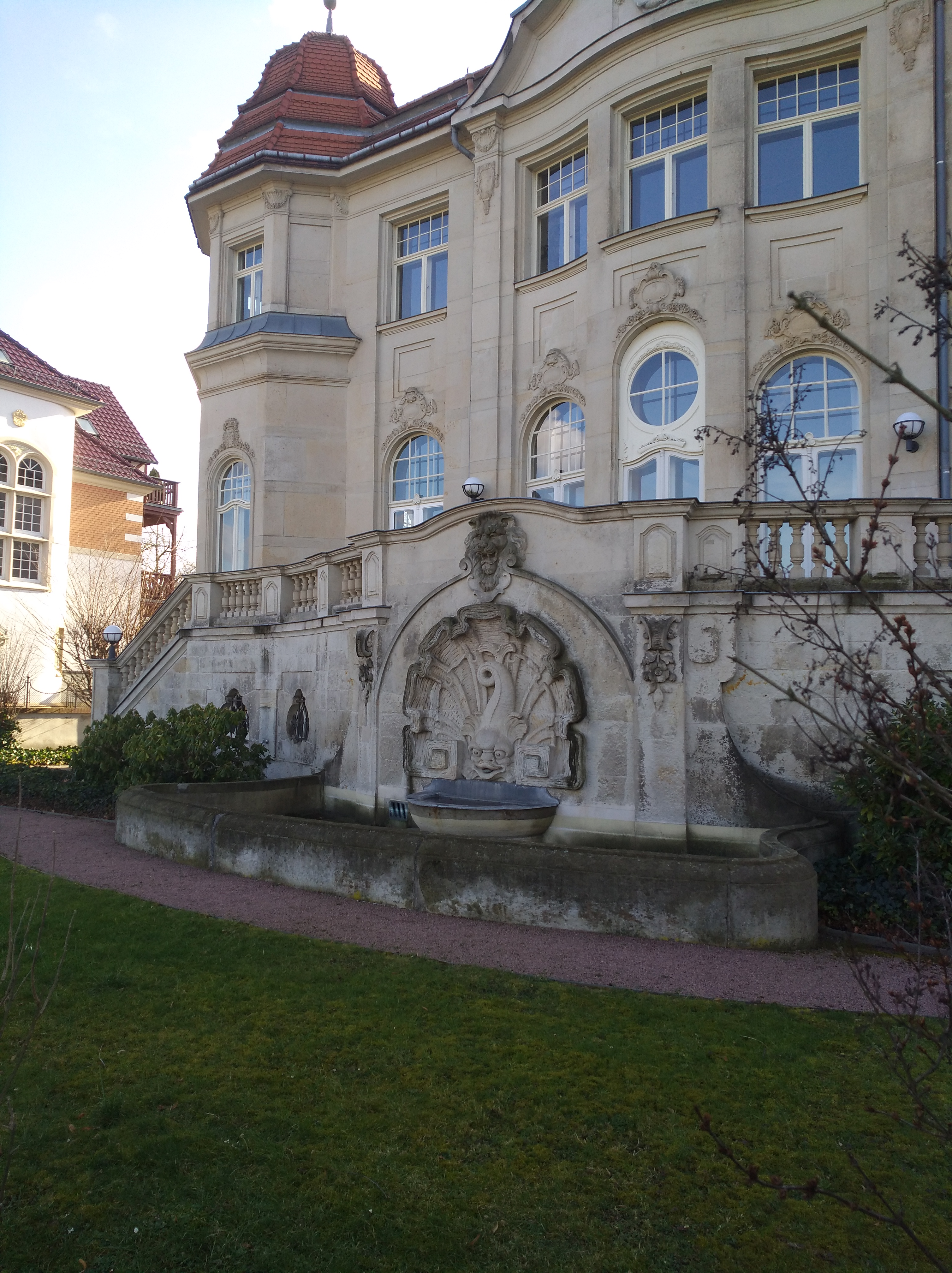
Terrasse der Villa (2018)

Die nach einem ihrer früheren Besitzer benannte Villa wurde zunächst eingeschossig 1904 im Stil des Neobarock errichtet. Auftraggeber waren der international erfolgreiche Theaterschauspieler Felix Schweighofer (1842–1912) und seine zweite Frau Friederike (1851–1945), die den Architekten Richard Schleinitz mit dem Entwurf beauftragten. Der bewegten, in barocken Formen gebildeten Fassade dieses Gebäudes ist eine große Terrasse mit einem Delphinbrunnen als Wandbrunnen im Erdgeschoss vorgelagert.
Allerdings erwies sich das Gebäude schon bald als ungeeignet für die Bedürfnisse des Künstlerpaares, so dass Schweighofer mit seiner Frau bereits wenige Jahre später das Nachbarhaus Nr. 87 (ab dann genannt „Felixhof“, 1945 zerstört) bezog.
1908 kaufte Großherzog Adolf Friedrich V. von Mecklenburg-Strelitz für seine Tochter (Victoria) Marie vor ihrer absehbaren Scheidung von ihrem Ehemann das Anwesen, die fortan mit den beiden Kindern aus erster Ehe sowohl in Neustrelitz als auch hier lebte. Sie ließ das Gebäude aufstocken und im Inneren umbauen. 1911 ließ sie vom Landschaftsarchitekten J. P. Großmann unter Mitwirkung des Gartenexperten Georg Heinsius von Mayenburg einen großzügigen Garten in sachlicher Formensprache anlegen, der zu den bedeutendsten seiner Art in Dresden gehörte. Unterflurig und mit Natursteinen eingefasst befindet sich in ihm auch ein kleiner Brunnen, ein Wasserspiel mit einer Klarwasserdüse.
Am 11. August 1914 heiratete Marie in Neustrelitz Prinz Julius Ernst zur Lippe (1873–1952), den dritten Sohn von Ernst zur Lippe-Biesterfeld und Karoline, geb. Gräfin von Wartensleben und wurde zur „Prinzessin zur Lippe“. Das Paar bekam hier zwei Kinder und die Villa begann als Villa zur Lippe bekannt zu werden.
Nachdem das Paar zunächst das Jagdschloss Waldsee als zweite Residenz nutzte, begann ab 1930 Julius Ernst zur Lippe den Familiensitz, das Lippesche Landhaus in Oberkassel bei Bonn zu renovieren. Seitdem verbrachte die Familie den Sommer in Oberkassel und den Winter in dieser Villa.
Bei den Luftangriffen auf Dresden wurde zwar durch einen Bombentreffer das Nachbargebäude Käthe-Kollwitz-Ufer 87 zerstört, bis auf kleinere Schäden blieb jedoch die Villa zur Lippe erhalten. Dies nahm die Familie dennoch zum Anlass, nach Oberkassel zu fliehen. Die einrückende Rote Armee requirierte das Gebäude für sich, die Familie wurde enteignet.
Ab 1947, nach Auszug der Roten Armee, wurde dieses Gebäude durch den Bereich Hotels und Gaststätten der Sächsischen Hotel- und Gaststätten GmbH genutzt, aus der später die „Handelsorganisation Gaststätten“ (HOG) des Bezirkes Dresden entstand und bei der es auch bis 1991 verblieb. Zunächst wurde hier das Restaurant „Esplanade“ eingerichtet und schließlich die Nachttanzbar „Kaskade“, die bis Mitte der 1960er Jahre bestand und in den 1940er und frühen 1950er Jahren vor allem ein Treffpunkt der Unterwelt gewesen sein soll.
Nach 1991 übernahm der Sächsische Landkreistag das Gebäude, in dessen Auftrag es saniert wurde (bau- und raumakustische Planung: Ingenieurbüro Löwe, Tragwerksplanung: Firma Kröning∙Ulbrich∙Schröter aus Dresden). Es beherbergt neben dem Sächsischen Landkreistag die S-Factoring GmbH (ein Unternehmen der Ostsächsischen Sparkasse Dresden und der Sparkasse Leipzig) sowie weitere Büros.

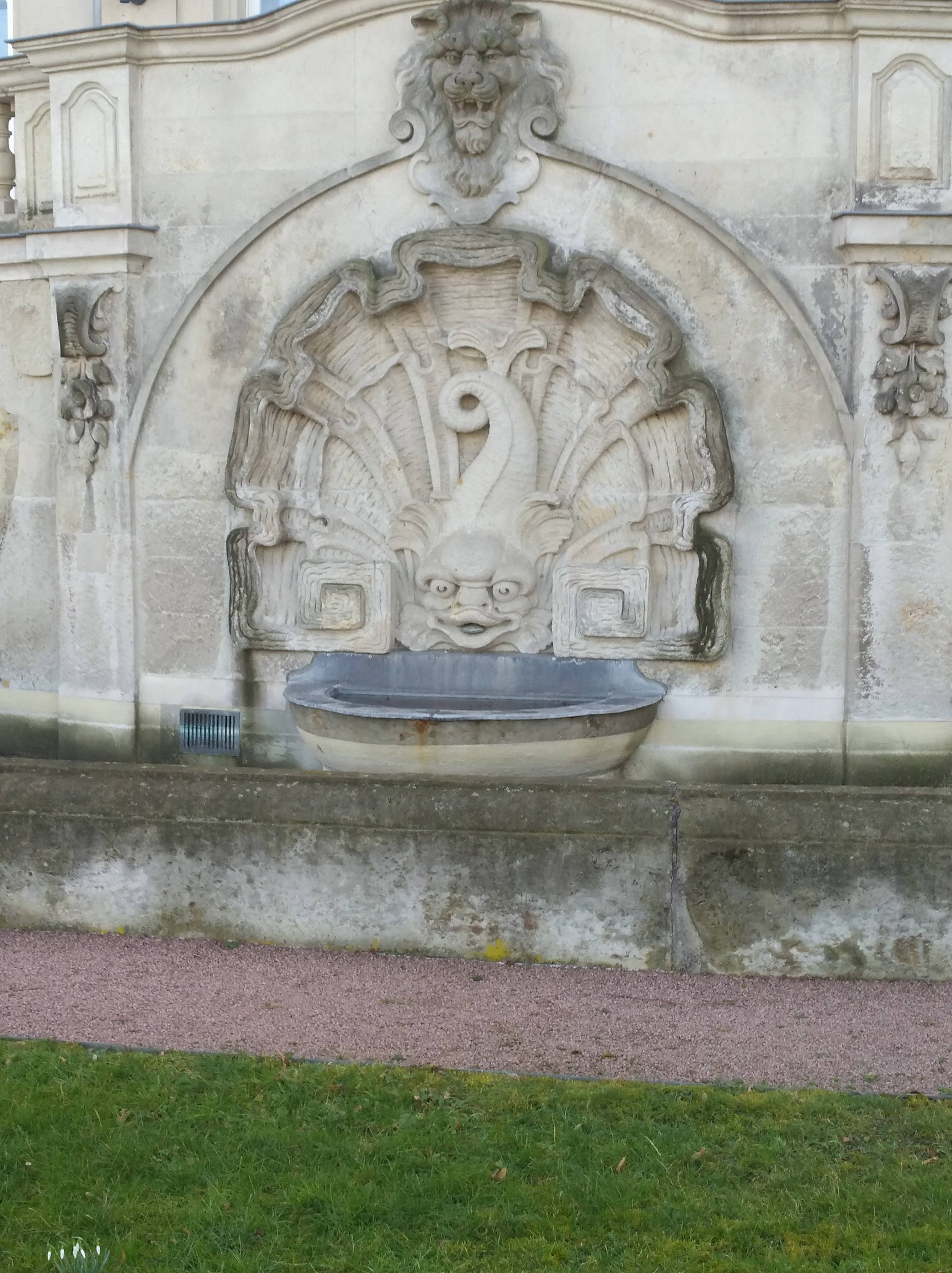
Der Delphinbrunnen (Wandbrunnen) an der Villa zur Lippe (2018)

## Delphinbrunnen
An der dem Haus vorgelagerten Terrasse befindet sich ein Wandbrunnen. Mittig ist an der Terrassenmauer ein mit Pilastern gesäumter Rundbogen angesetzt worden. Er umrahmt das Relief einer Jakobsmuschel und trägt auf dem Schlussstein ein Löwenkopfmotiv. Die Jakobsmuschel wird von einem Delphin geziert, der auch als Wasserspeier dient: Aus seinem Maul fällt ein Wasserschleier in ein mit Blei ausgekleidetes halbrundes Becken, aus dem in einzelnen Rinnsalen das Wasser in ein darunter befindliches, ca. 2 Meter * 4 Meter großes, beinahe rechteckiges Becken fällt. Der Brunnen ist saniert und betriebsbereit, wird aber nur selten in Funktion gesetzt.